# Lycaeninae
Sous-famille
Les Lycaeninae sont une sous-famille de lépidoptères (papillons) de la famille des Lycaenidae.

## Liste des tribus et des genres
Le site Tree of Life Web Project (15 janvier 2020) reconnaît deux tribus et sept genres :
- Tribu des Lycaenini Leach, 1815 :
  - Athamanthia
  - Hyrcanana
  - Lycaena
  - Phoenicurusia
- Tribu des Heliophorini Verity 1943 :
  - Heliophorus
  - Iophanus
  - Melanolycaena

tandis que FUNET Tree of Life (15 janvier 2020) reconnaît deux sections et cinq genres : 
- Section Lycaena :
  - Lycaena Fabricius, 1807
  - Athamanthia Zhdanko, 1983
- Section Heliophorus :
  - Heliophorus Geyer in Hübner, [1832]
  - Iophanus Draudt in Seitz, 1920
  - Melanolycaena Sibatani, 1974

## Noms vernaculaires
Les espèces de cette sous-famille qui ont un nom français sont appelés des « Cuivrés ».
En anglais, les Lycaeninae se nomment Coppers ou Asian Sapphires.